# Indoapseudes secundus
Indoapseudes secundus is een naaldkreeftjessoort uit de familie van de Pagurapseudidae. De wetenschappelijke naam van de soort is voor het eerst geldig gepubliceerd in 1997 door Gutu.